# Höhlenstein-völgy
A Höhlenstein-völgy vagy Landro-völgy (németül: Höhlensteintal, olaszul: Val di Landro) egy délről észak felé lejtő alpesi völgy Észak-Olaszországban, a dél-tiroli Dolomitokban, Toblach község közigazgatási területén. A Pragsi-Dolomitok és Sexteni-Dolomitok csoportjait választja el egymástól. Folyója a Rienz, amely a völgy északi kijáratánál a Puster-völgyben folytatódik. A völgyet szegélyező hegyvidék mindkét oldala természet- és tájvédelmi terület, a Fanes-Sennes-Prags Natúrpark része. Az első világháborúban az osztrák–olasz frontvonal a völgyön keresztül húzódott (1915–17). A környező hegyekben (Monte Piana, Drei Zinnen-csoport) heves harcok folytak, melyek emlékét a Landro-erőd, a naßwandi katonatemető és több emlékkápolna őrzi. A völgyben halad az SS51 számú országos főútvonal, a történelmi „Strada di Alemagna”. Települések (délről észak felé haladva) Schluderbach (Carbonin), Höhlenstein (Landro) és Toblach (Dobbiaco).

## Fekvése
A Höhlenstein-völgy Dél-Tirolban, a Dolomitok két jelentős hegycsoportja között fekszik. Keleti oldalán a Sexteni-Dolomitok (Sextener Dolomiten / Dolomiti di Sesto), nyugati oldalán a Pragsi-Dolomitok Pragser Dolomiten / Dolomiti di Braies) csoportja határolja. A völgy mindkét oldala természetvédelmi terület, a keleti hegyvidék a Drei Zinnen Natúrpark, a nyugati hegyvidék a Fanes-Sennes-Prags Natúrpark része. A völgy történelmi nyelvi határt is képez. Tőle keletre a helyi lakosság alapvetően német, tőle nyugatra ladin anyanyelvű.
A völgy nagyjából egyenes vonalú, délről észak felé lejt. Schluderbach (Carbonin) község fölött, az 1450 m magas Im Gemärk-hágóban (Passo Cimabanche) indul, a 3216 m magas Monte Cristallo északi lejtőjéről. A Gemärk-hágó túlsó, délnyugati oldalán a Boite-völgy kezdődik, amely a Belluno megyei Ampezzói-völgybe, Cortina d’Ampezzo városába vezet.
A Gemärk-hágóról érkező út Schluderbachnál lép a Höhlenstein-völgybe (keletről itt csatlakozik be a misurinai út). A völgy bejáratát meredek sziklahegyek őrzik, baloldalt (nyugaton) a Strudelkopf (Monte Specie) és a Geierwand (a „keselyűk fala”), jobbról (keleten) a Monte Piana (2324 m). A kettős ormú plató kisebb, északkeleti csúcsa a Monte Piano (2305 méter). Utóbbi lábánál fekszik a kis Dürren-tó (Dürrensee / Lago di Landro). Itt lép be a völgybe keletről a Rienz patak, amely a Monte Piana mögött, a Drei Zinnen fennsíkján ered. A Rienz átfolyik a tavon, és a völgy (német) nevét adó kis dolomitkő-árkon (Höhlenstein), és északnak fordulva követi a völgyet.
A Dürren-tótól 1 km-re északra, a völgyet nyugatról szegélyező 2839 méteres Dürrenstein sziklagerinc alatt, szemben a Monte Piano északi vállával, a völgy keleti oldala lapos mezővé szélesedik. Itt a Monte Piano és a Schwabenalpenkopf hegyek közötti nyiladékon át kilátás nyílik a Drei Zinnen hármas csúcsára, ezért a turistatérképek e helyet gyakran „Dreizinnenblick” néven jelölik. Itt áll a Drei Zinnen szálloda (Hotel Baur Drei Zinnen / Tre Cime), amely eredetileg 1870-ben épült, 1915-ben a frontvonal közelsége miatt a csász. és kir. hadvezetőség felrobbantotta, később újjáépült. Több túraút indul innen a Drei Zinnen-menedékházhoz és a Monte Piana fennsíkra.
Ezután a völgy ismét összeszűkül a Dürrenstein és a Haunold (2943 m) hegyfalai közé. Az út keleti oldalán áll az első világháborús osztrák–magyar Landro-erőd. A környező lejtőkön (részben az erdő takarásában) további erődök, bunkerek és sziklába vágott védművek találhatók, egyrészük első világháborús osztrák, más részük az 1930-as évekből való olasz építésű. Tovább észak felé a bal (nyugati) oldalon található az első világháborús naßwandi katonatemető, a Toblachi-tó, majd a völgy északi kijáratánál Toblach (Dobbiaco) városa. A Rienz folyó itt nyugatnak kanyarodva a Puster-völgy (Val Pusteria) dél-tiroli szakaszán folyik tovább. A keleti lejtőn ered a Dráva folyó, amely a Puster-völgy ausztriai szakaszán Kelet-Tirol és Karintia felé folyik.
A völgyet minden oldalról a magas dolomitkő-csúcsok veszik körül:
- Nyugati oldalon a Pragsi-Dolomitok: Sarlkofel (Monte Serla, 2378 m), Kasamutz (Monte Casamuzza, 2333 m), Dürrenstein (Picco di Vallandro, 2839 m), Strudelkopf (Monte Specie, 2308 m), Hohe Gaisl (Croda Rossa d’Ampezzo, 3146 m).
- Keleti oldalon a Sexteni-Dolomitok: Neunerkofel (Cima Nove, (2.618 m), Birkenkofel (Croda dei Baranci, 2.922 m), Naßwand (Croda Bagnata / Croda dell’Acqua, 2251 m), Cime Bulla (2.800 m), Rautkofel (Monte Rudo, 2607 m), Monte Piana (2301 m), Drei Zinnen (Tre Cime di Lavaredo, 3001 m), Cadini di Misurina (2839 m).
- Déli oldalon a Cristallo-hegység: Monte Cristallo (3221 m), Cristallino di Misurina 2775 m), Piz Popena (3152 m).

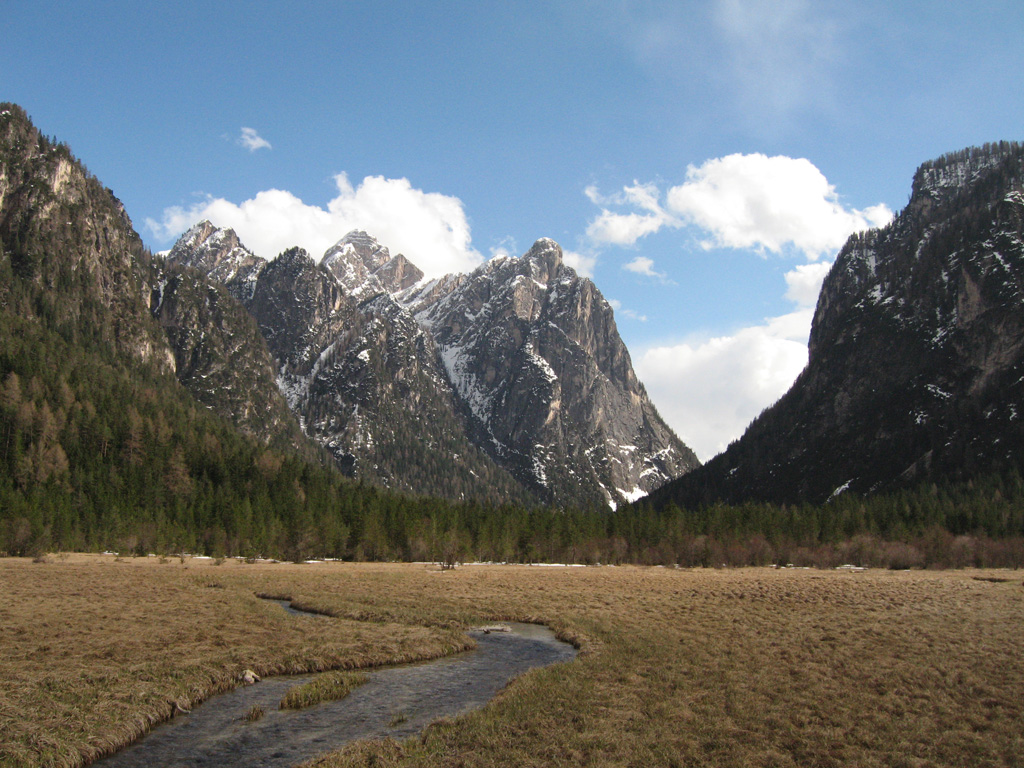
A völgy a Dürren-tótól északra. Balra a Naßwand (Croda Bagnata), jobbra a Monte Piana.
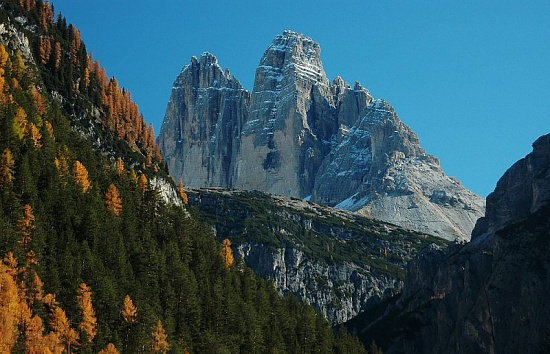
A Drei Zinnen (Tre Cime di Lavaredo) a Baur szállodától nézve
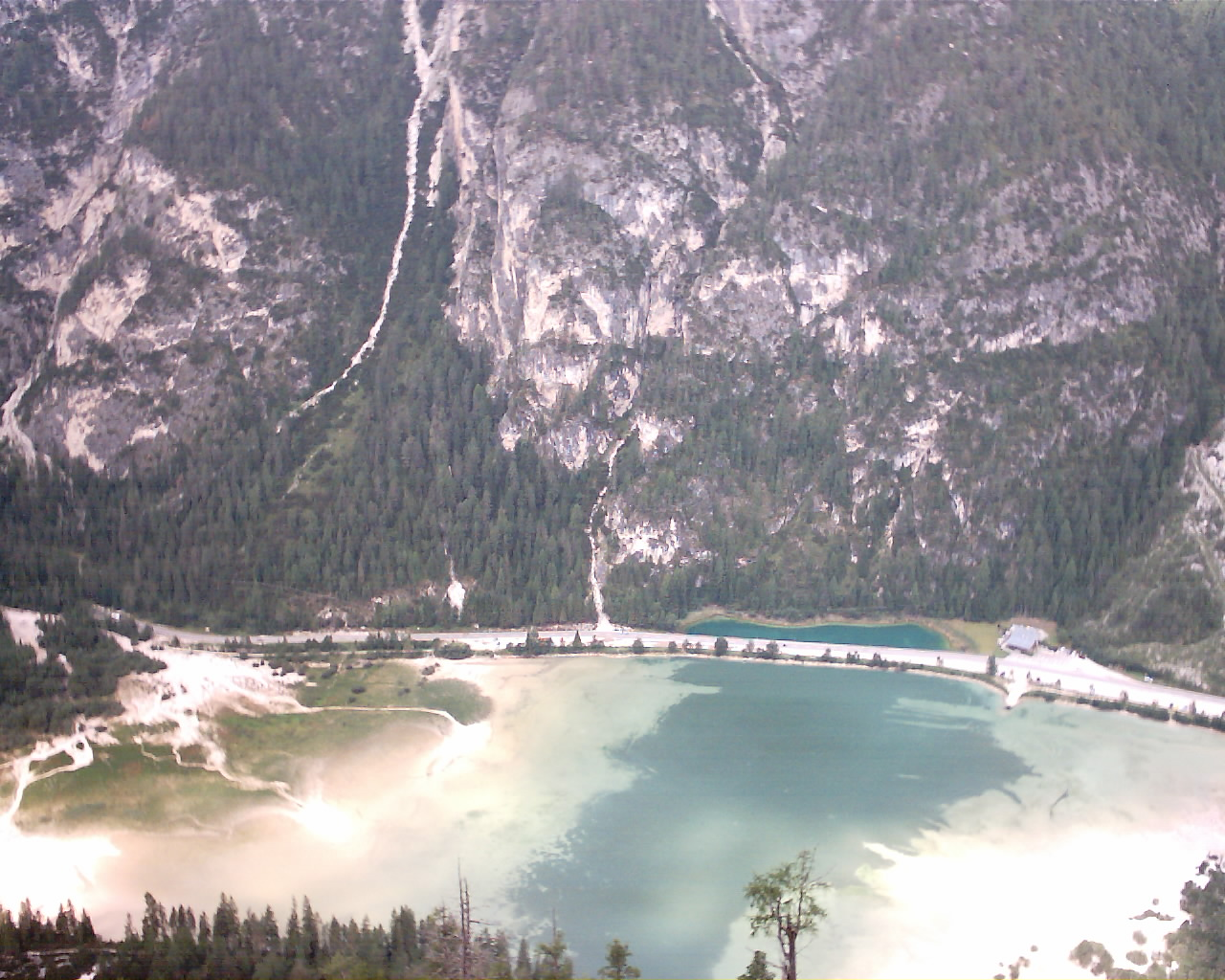
A Dürren-tó (Lago di Landro), a Monte Pianáról nézve
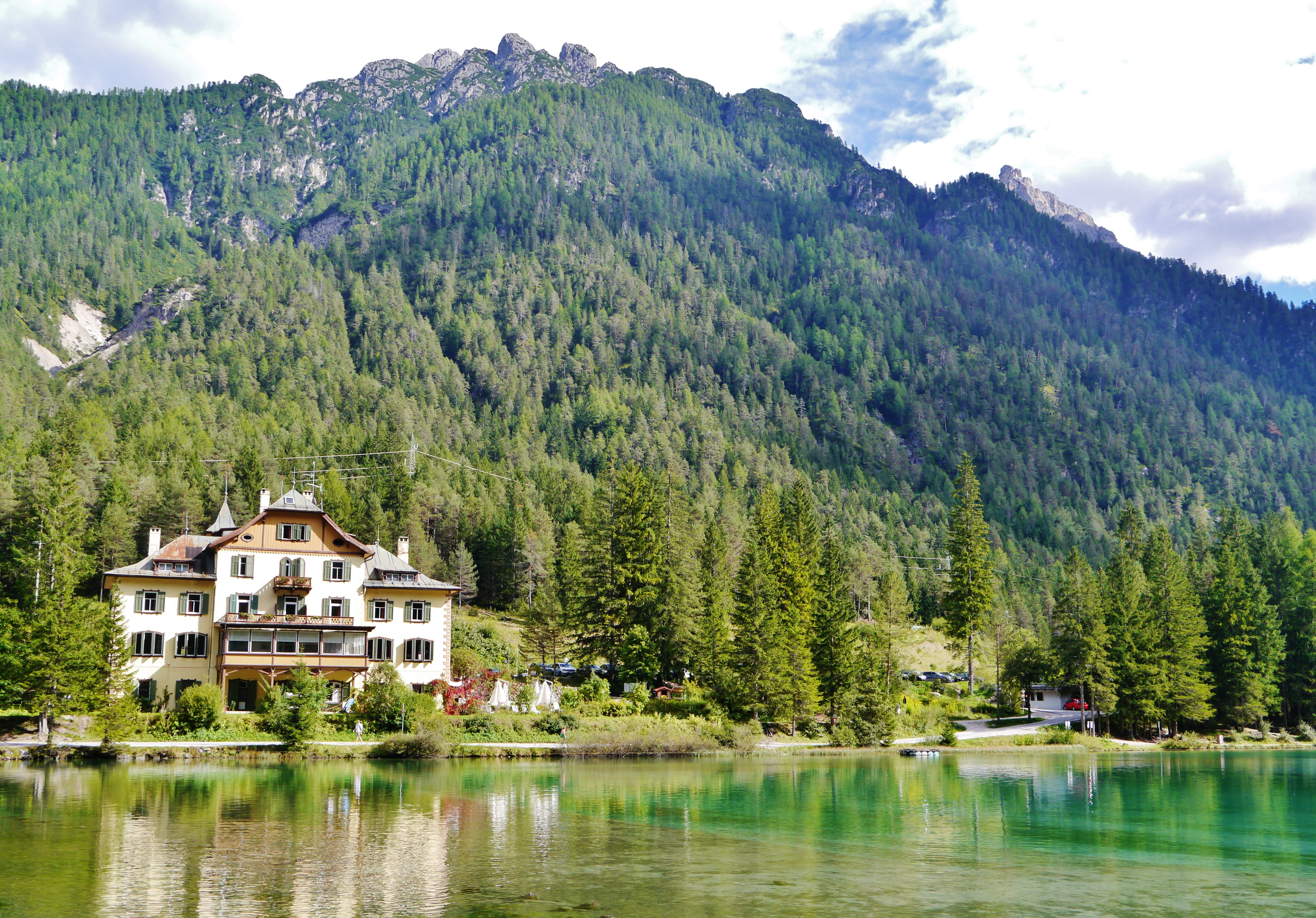
A Toblachi-tó (Lago di Dobbiaco)

## A völgy nevei
A völgy és az itt fekvő kis falu német neve (Höhlenstein) valószínűleg az egyik kis nyugati oldalvölgyének nevéből (Höllental, Hölltal, Helltal) ered, ennek olasz neve Valchiara. Itt a Rienz patak mellett van a Höhlenstein nevű barlang, vagy üreges szikla. A völgy olasz nevét (Val di Landro) a völgy közepén fekvő Höhlenstein település olasz nevéről (Landro) kapta.

## Történelme

### Középkor
A viszonylag alacsonyan futó völgyben még a keresztes háborúk idején is csak szűk ösvény vezetett, fokozatosan szélesítettek ki málhás úttá. Az itáliai háborúk idején a császári csapatok vonultak át rajta a Peutelstein vár és Hayden (Cortina d’Ampezzo) meghódítására. A hegyi legelőkön folyó hagyományos pásztorkodás, legeltetés, szénégetés mellett a 12. században fémolvasztó kohók is épültek a völgyben, ahol főleg ólmot és cinket, kisebb mennyiségben ezüstöt és aranyat állítottak elő. Az ércbányák a nyugatra fekvő Hohe Gaisl oldalában feküdtek, az érceket a Knappenfuß-völgyön (Valle dei Canopi) és a Gemärk-hágón át hozták le.

### Újkor
A 17. században az utat 2,5 m széles szekérúttá szélesítették. A 18. század végéig az Habsburg Birodalom és a Velencei Köztársaság államhatára a völgytől néhány kilométerre délre húzódott. Ma is sok helyen találhatók egykori határkövek, melyekre rávésték mindkét állam címerét: a Habsburg kétfejű sast és a velencei szárnyas oroszlánt. 1815 után az egykori velencei terület Ausztriának alárendelt Lombard–Velencei Királysághoz került. 1829-ben a Habsburg Birodalom utászai megnyitották a kövezett „Németország-utat” (Strada Alemagna), amelynek megépítését Rainer főherceg, I. Ferenc osztrák császár öccse, a Lombard–Velencei Királyság alkirálya kezdeményezte. 1832. május 3-án az utat beillesztették a Birodalom hivatalos postaút-hálózatába. Postakocsi-váltóállomásokat építettek.
A 19. század végéig a völgy ritkán lakott terület volt, pásztorok, favágók, szénégetők éltek itt. Később a Misurina-tóhoz nyaralni járó arisztokraták „felfedezték” az addig szinte érintetlen Höhlenstein-völgyet is. 1870-ben a Rienz-völgy nyílásában megépült a Baur Drei Zinnen Nagyszálló, ahonnan szép kilátás nyílt a hármas hegycsúcsra. A 20. század elejére Höhlensteinben és környékén több főúri nyaraló épült, nyaralt itt többek között II. Lipót belga király és Erzsébet császárné is.
Az 1866-os porosz–osztrák–olasz háborút lezáró bécsi békeszerződés értelmében az Osztrák Császárság elvesztette Veneto és Friuli tartományokat. Az Olasz Királyság és az Osztrák–Magyar Monarchia közötti határvonal itteni szakasza Cortina d’Ampezzótól délre húzódott. A további olasz terjeszkedés megakadályozására a cs. és kir. hadvezetés az 1880-as évektől kezdve Lombardiától a Tofanákon át Sextenig összefüggő alpesi erődvonalat épített. Ez történt a Sexteni és a Pragsi-Dolomitokban is. 1884–1897 között a Höhlenstein-völgy középső szakaszán, Höhlenstein (Landro) községtől északra, megépültek a völgyet lezáró Sperre Höhlensteintal záróerőd-rendszer létesítményei, melyek a Dürren-tó és Toblach közötti völgyszakasz mindkét oldalán rejtve feküdtek. Jól védett, erős tüzérséggel szerelték fel őket. A Höhlenstein-erőd, olaszos nevén Landro-erőd főépülete közvetlenül az országút mellett áll, ma is látható. Ez volt az első, teljes egészében vasbetonból épült alpesi erődítmény. A völgy nyugati oldalát a Tofanáktól a Plätzwiese fennsíkig terjedő védőállások biztosították.

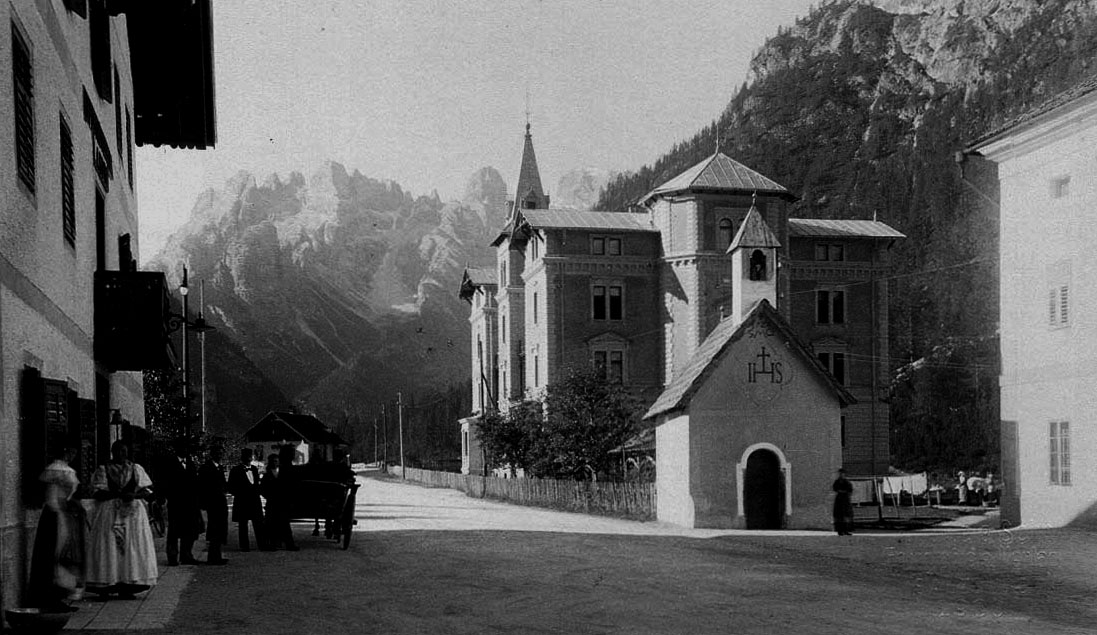
Höhlenstein (Landro) község a 19. század végén
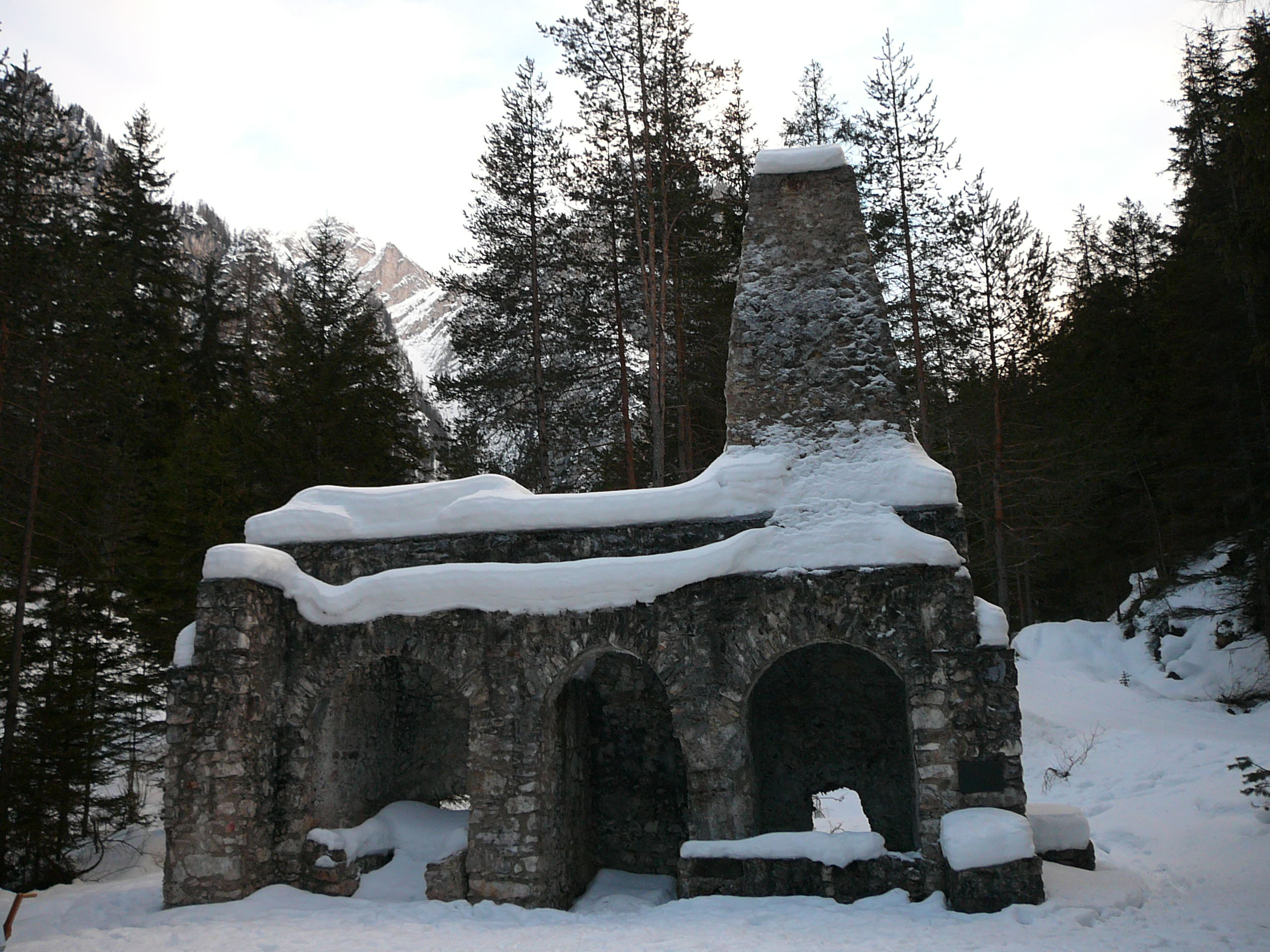
Renovált fémolvasztó kohó a völgyben
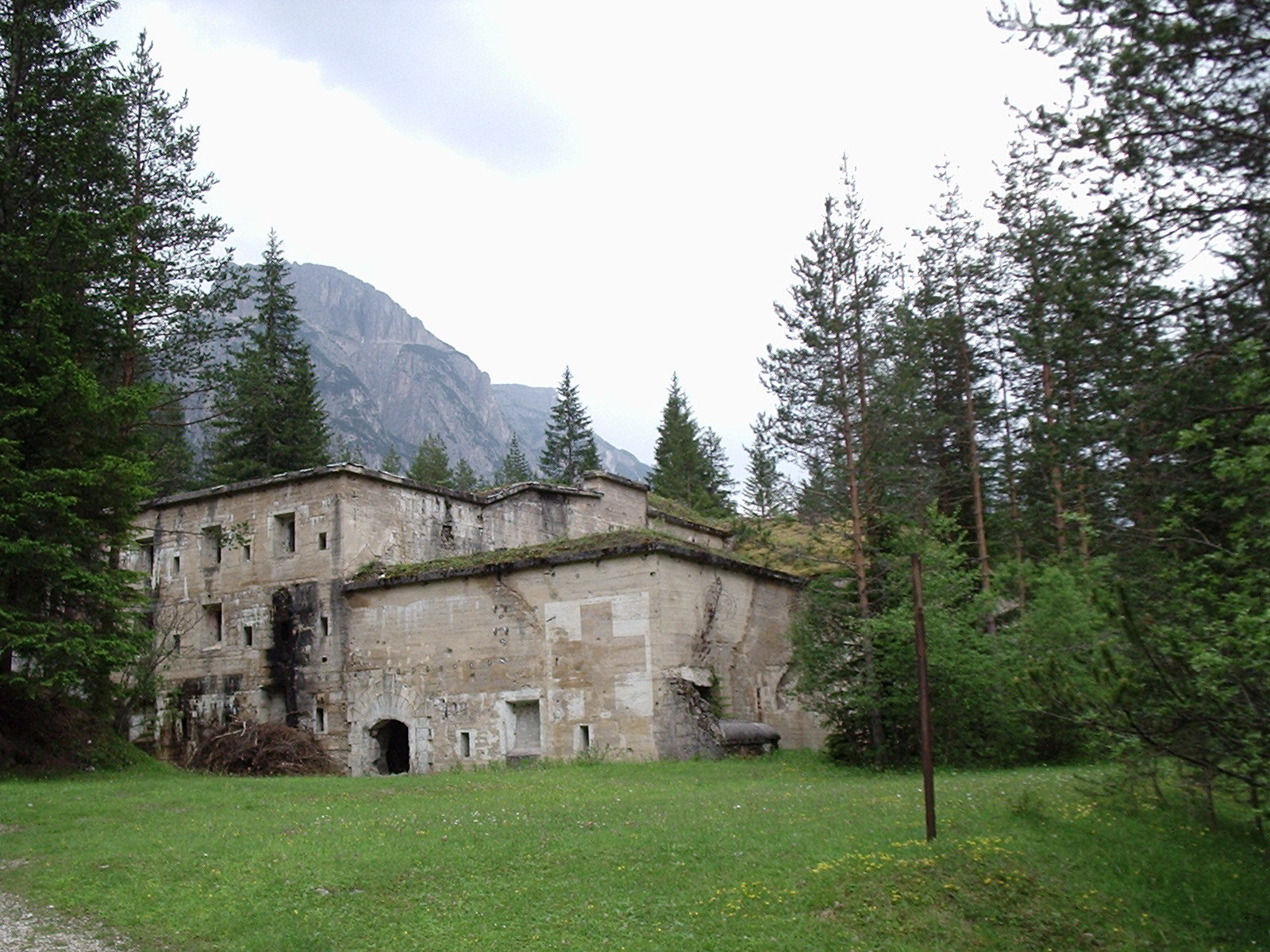
Az első világháborús osztrák–magyar Landro-erőd
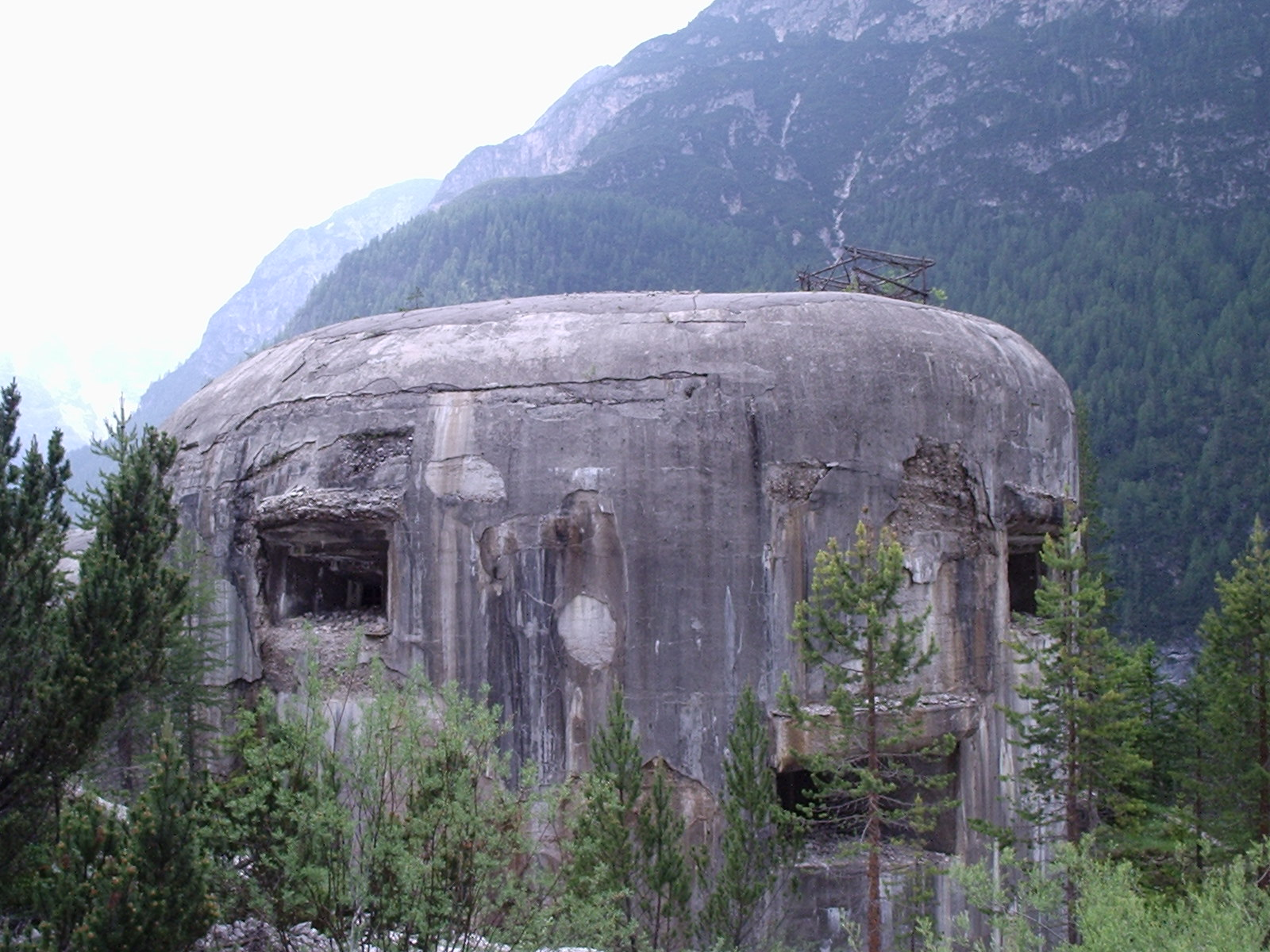
Olasz záróerőd (1930-as évek)

### Az első világháború

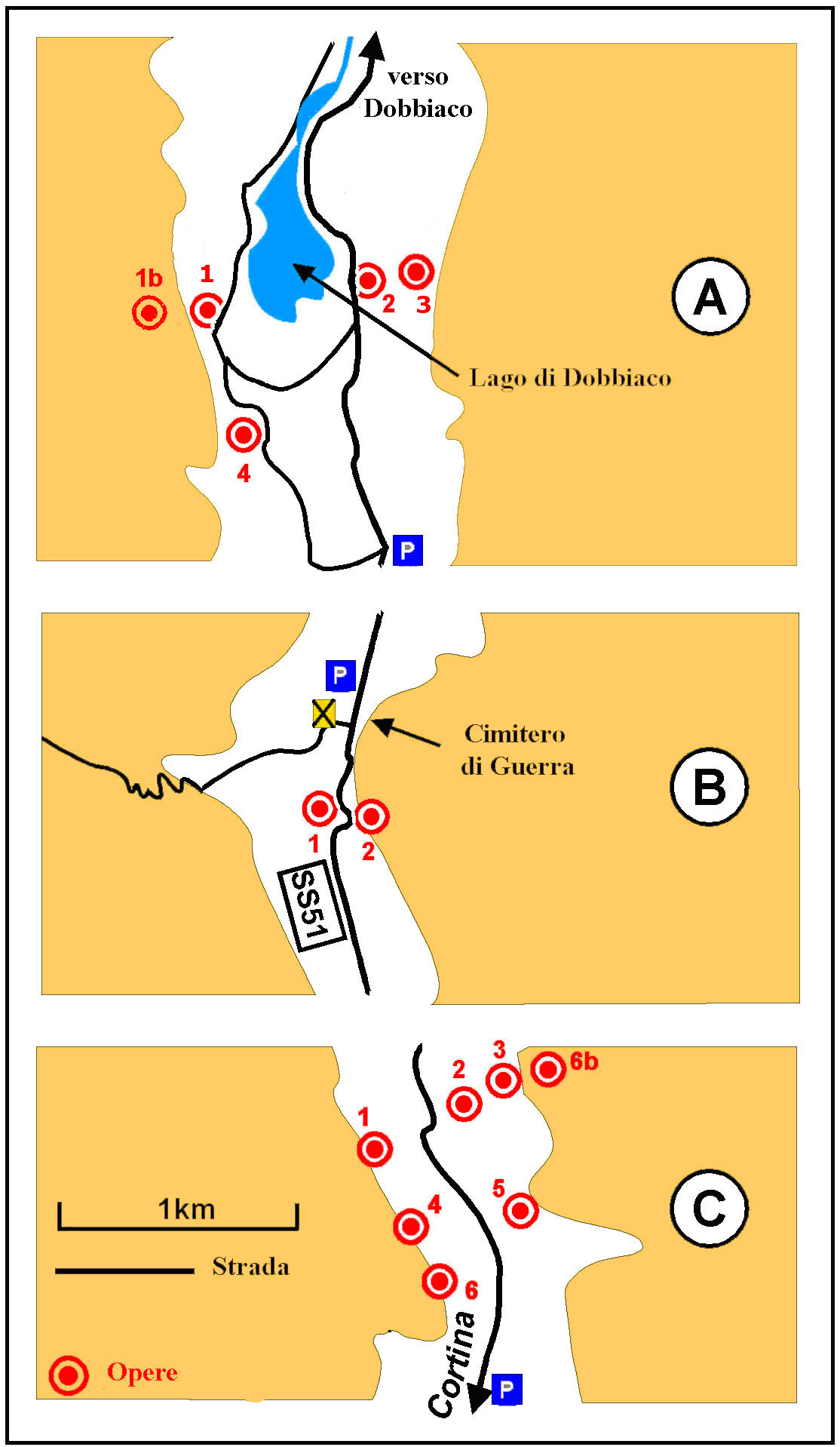
Térkép: a Höhlenstein-völgy erődjei (piros) és a katonatemető (X)

1915. május 23-án Olaszország hadba lépett az Osztrák–Magyar Monarchia ellen. Az olasz front tiroli szakasza a Karni-Alpokon és a Dolomitokon át húzódott, itt kialakult az alpesi háború. A cs. és kir. hadvezetés kiürítette a védhetetlennek ítélt Cortina d’Ampezzót, a védelmet a hegyi erődvonalakba vonta vissza. A Cortinába délről bevonuló olaszok a Cristallo-hegységet megkerülve, Misurina és Schluderbach felől hatoltak be a Höhlenstein-völgybe. Az itteni védelem gerincét a Sperre Höhlensteintal erődjei képezték. A kissé délebbre, a völgy szűkületében fekvő Höhlenstein (Landro) község házait, az 1870-ben felépült Grand Hotel Baur nagyszállóval együtt a cs. és kir. hadvezetés kiürítette és felrobbantotta, hogy a házak ne akadályozzák a vártüzérség szabad kilátását. Csak az út menti kápolnát hagytak állva, ez ma is látható. Az olasz támadók a záróerődök megkerülésére törekedtek, az arcvonalak fokozatosan felhúzódtak a völgyet körülvevő magas hegyoldalakra (Monte Cristallo, Monte Piana, itt két éven át véres harc folyt a stratégiai pontokért. Az osztrák–magyar védők kitartottak. 1917 végén, az isonzói fronton elért caporettói áttörés nyomán az olasz hadvezetés kivonta csapatait a Dolomitokból, hogy elkerülje a stratégiai bekerítést. Átmeneti nyugalom állt be, majd a központi hatalmak 1918-as összeomlása után az osztrákoknak kellett kivonulniuk. A vidék, Tirol déli felével együtt (a saint-germaini békeszerződés értelmében) a győztes Olasz Királyság fennhatósága alá jutott.

### A két világháború között
A két világháború között az Olasz Királyság új, korszerű erődöket épített a völgyben, a frissen megszerzett területek védelme érdekében. 1938–1942 között a Hitlerrel szemben bizalmatlan Musslini megépítette az egész Dolomitokat átszelő Dél-Tiroli Alpesi Védősáncot (Vallo Alpino in Alto Adige). Ennek részeként a Höhlenstein-völgyben is, Toblachnál és Höhlensteinnél új olasz záróerődök épültek (Sbarramento della Val di Landro). Ezek sohasem vettek részt katonai akcióban. A második világháború után az Olasz Köztársaság NATO-taggá vált. A Dél-Tiroli Védőfal létesítményeit a NATO vette igénybe, a semleges (de Dél-Tirol miatt sokáig kiszámíthatatlannak tartott) Ausztria államhatárának közelsége miatt. Az Európai Unió megalakulása és Ausztria csatlakozása után az erődök egy részét elhagyták, ezek turistalátványossága váltak, köztük a Landro-erőd is.

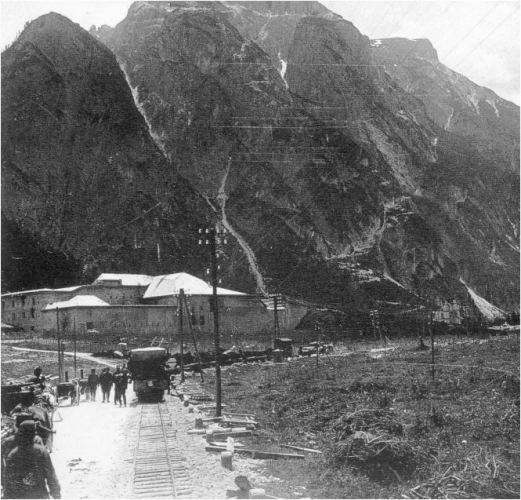
A Dolomit-vasút a Landro-erődnél (1920-as évek)

### Az egykori Dolomit-vasút
1915-ben, Olaszország hadba lépése után a Höhlenstein-völgyi frontszakasz ellátására a csász. és kir. hadvezetés katonai vasútvonalat épített Toblach és a Landro-erőd között. A Dolomit-vasút (Dolomitenbahn) vonalát az 1917-es caporettói áttörés után meghosszabbították a visszaszerzett Cortina d’Ampezzóig, ott összekötötték az olaszok által délről, Calalzo felől kiépített vonalszakasszal. Az 1918-as összeomlás után az egész Dolomitok Olaszország birtokába került, az 1920-as évektől a vonalat az olaszok civil vasútként működtették. A Cortinában rendezett 1956-os téli olimpia idején még üzemben volt, de 1962-ben leállították, a vonalat felszámolták.
A régi Dolomit-vasút felszedett sínjeinek nyomvonalát kerékpárúttá építették át (ciclabile delle Dolomiti). Télen sífutó pályaként szolgál.

### A naßwandi katonatemető

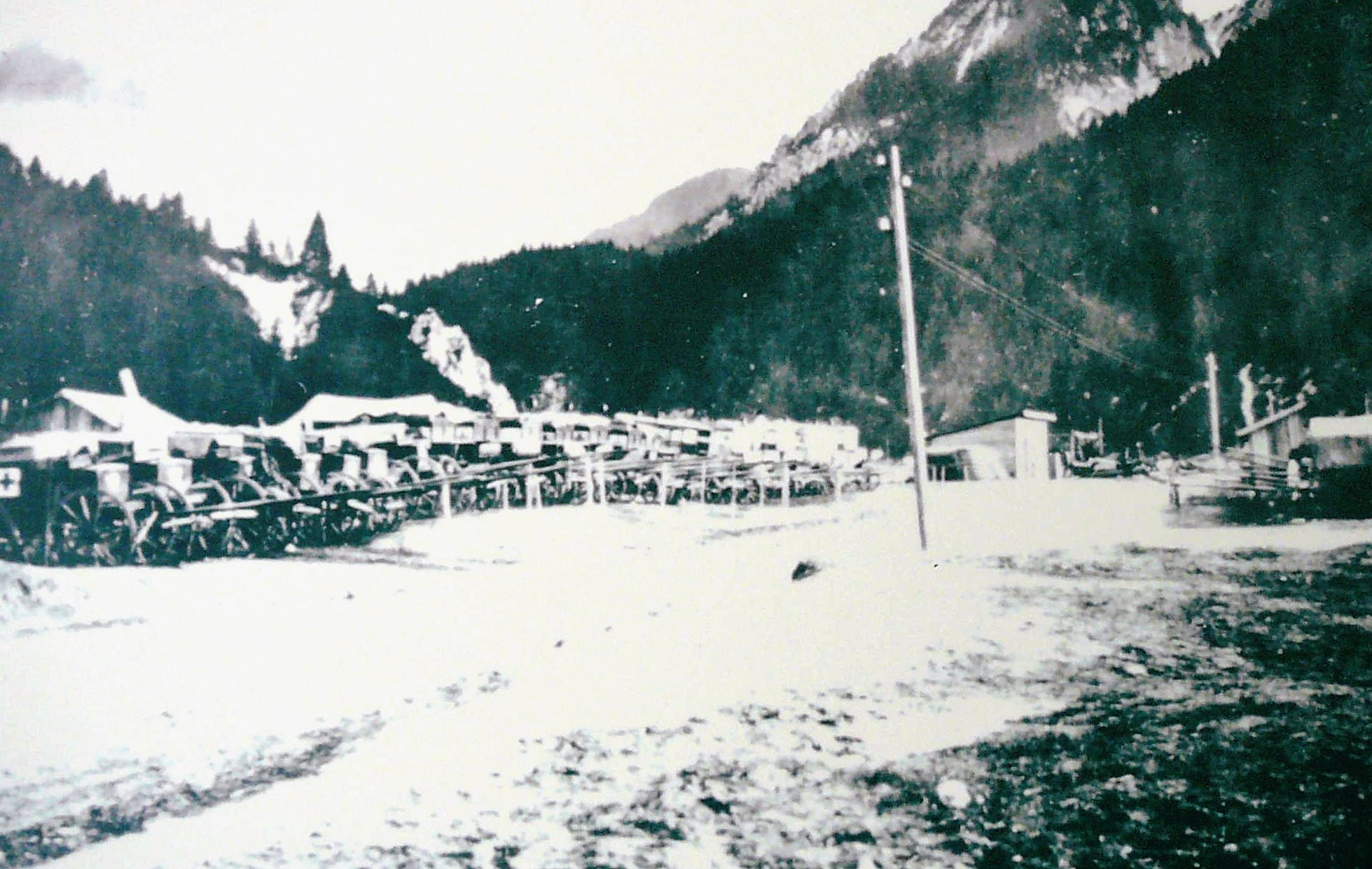
Első világháborús katonai kórház a Naßwand (Croda Bagnata) alatt

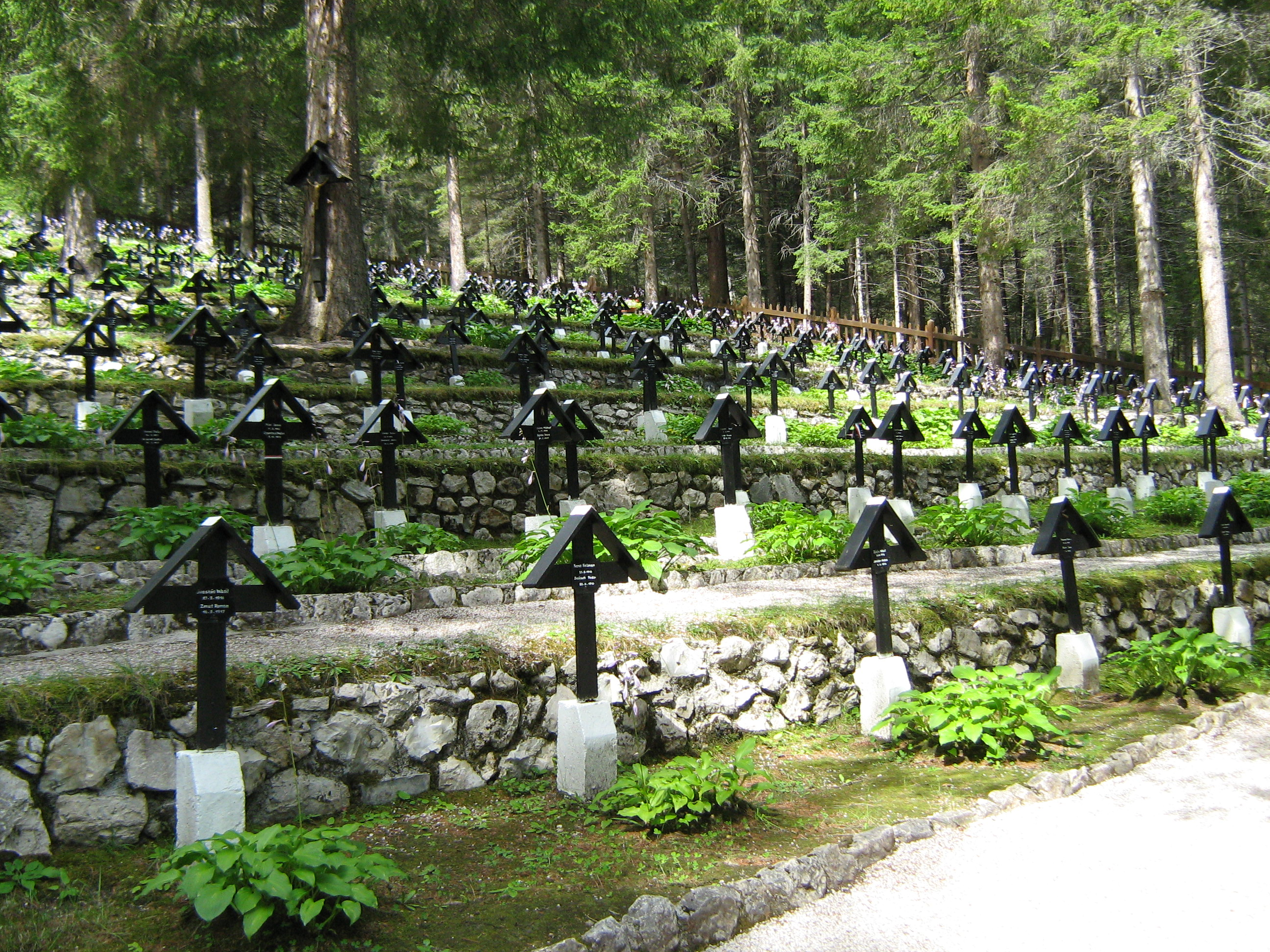
A Naßwand alatti osztrák–magyar katonatemető

Toblachtól 8 km-re (az SS51-es út 128. kilométerénél), a völgy nyugati oldalán, a Naßwand (olaszul: Sorgenti vagy Croda Bagnata) nevű sziklafal alatt az első világháborús harcok idején (1915–17 között) osztrák–magyar tábori kórház (Feldlazarett) működött. A közeli hegyoldalakon (elsősorban a Monte Pianán) folyó harc sebesültjeit, betegeit ide hozták, a halottakat ideiglenes temetőkben földelték el. A két világháború között a maradványokat állampolgárság és nemzetiség szerint „szortírozták”: az olasz királyi hadsereg elesettjeit a győzelmi emlékművekben és emlékparkokban, az osztrák-németeket Brixen város temetőjében temették el. A csász. és kir. hadsereg nem német etnikumú katonáit a tábori kórház helyén létesített katonatemetőben helyezték el. Az 1950-es években a temetőt a tiroli német lakosság kezdeményezésére rendbe hozták, látogathatóvá tették. A sírkereszteken magyar, horvát, cseh, lengyel, szlovén, spanyol, sőt olasz családnevek is olvashatók.

## Turizmus, sport

### Túraútvonalak
A völgy egyik leglátványosabb pontja a Rienz-völgy betorkollásánál fekvő mező. Innen a keleti hegyfalak nyiladékán át kilátás nyílik a Drei Zinnen (Tre Cime di Lavaredo) hármas hegycsúcsra. Innen indulva a Rienz völgyén és a Schwabenalm fennsíkján át könnyű túrával fel lehet jutni a Lange Alm fennsíkra, a Drei Zinnen-menedékházhoz (mai hivatalos olasz nevén Rifugio Antonio Locatelli – Sepp Innerkofler). Innen számos irányban indulhatunk tovább: rátérhetünk a hármas hegycsúcsot körbe kerülő túraösvényre, vagy elérhetjük a közeli Paternkofel és Toblinger Knoten sziklatornyokat, vagy a tovább vándorolhatunk keletnek, a Fischlein-völgy és Sexten irányában.
A völgy északi végén fekszik a Toblachi-tó (olasz neve Lago di Dobbiaco). A völgy közepén, a Rienz-völgyi tisztástól alig 1 km-re északra fekszik a festői Dürren-tó (olasz neve Lago di Landro). Csendes időben visszatükrözi a környező hegycsúcsokat, a Monte Cristallót és a Monte Pianát. Innen indul a Pionír-út (Pionierweg) nevű meredek és nehéz túraösvény, amely a Monte Piana északi csúcsára, a Monte Pianóra visz. A Monte Piana tetején első világháborús lövészárkok, fedezékek maradványai és különböző emlékhelyek találhatók. Panorámakilátás nyílik az egész Höhlenstein-völgyre, a Cristallo-hegységre és a Drei Zinnen csoportjára. A közelben egy harmadik tó is található: a délkeleti szomszéd Misurina-völgyben található a Misurina-tó, ennek partjáról a Drei Zinnen déli falaira nyílik festői kilátás.
A vidéken áthalad a 3. sz. magashegyi túraútvonal (Höhenweg No.3.) is, amely a puster-völgyi Niederdorftól (Villabassa) a Piave völgyében fekvő Longaronéig vezet.

### Kerékpározás, sífutás
A Höhlenstein-völgy teljes hosszában (és tovább dél felé a Boite-völgy ampezzói szakaszán is), a toblachi télisport-stadiontól a Gemärk-hágón át Cortina d’Ampezzóig, az egykori Dolomit-vasút felszedett sínjeinek nyomvonalán kerékpárutat építettek (ciclabile delle Dolomiti). Télen ugyanitt a völgy teljes hosszában bejárható sífutópályát alakítanak ki, amely a Dolomitok hegycsúcsai alatt, festői környezetben halad. Telente itt rendezik a Toblach (Dobbiaco) – Cortina futamot.

## Érdekesség
A Höhlenstein-völgy körüli hegyekben forgatták az 1993-as Cliffhanger – Függő játszma című akciófilm külső jeleneteit, a főszerepben Sylvester Stallone-val.

## Kapcsolódó információk
- Videóklip: Il Lago di landro (a Dürren-tó). youtube.com. (Hozzáférés: 2018. február 7.)